# Rondon do Pará
Rondon do Pará é um município brasileiro do estado do Pará. Insere-se na mesorregião Sudeste do Pará e Microrregião de Paragominas, sua distância até a capital (Belém) é de 523 km. Sua população em 2020, segundo estimativas do IBGE, é de 52.357 habitantes e sua área territorial é de 8.246,394 km².
Localiza-se as margens da BR-222 e na divisa com o estado do Maranhão, e sua economia é baseada principalmente em agricultura, pecuária, comércio e serviços.
Sua formação ocorreu a partir dos planos de ocupação e construção de rodovias durante o regime militar, e se solidificou com o Projeto Rondon.

## História
A região onde hoje localiza-se o município de Rondon do Pará era povoada por indígenas, Projetos de integração nacional rasgavam a floresta amazônica com o objetivo de integrar a região. A PA-070 (atual BR-222), começou a ser construída no ano 1968, com o objetivo de ligar a Rodovia Bernardo Sayão (Belém-Brasília) ao município de Marabá. Os índios que ali moravam começaram a resistir ao processo. O Departamento de Estradas de Rodagem (DER) com o apoio de um índio aculturado (sem identificação de nome), conseguiu manter contato com as tribos que acabaram entrando em acordo.
Na altura do km 86 da rodovia, as margens do Rio Ararandeua, construíram um acampamento para dar suporte as obras da estrada. Aos poucos, no entorno do acampamento algumas pessoas começaram a se instalar, e logo formou-se um pequeno povoado.

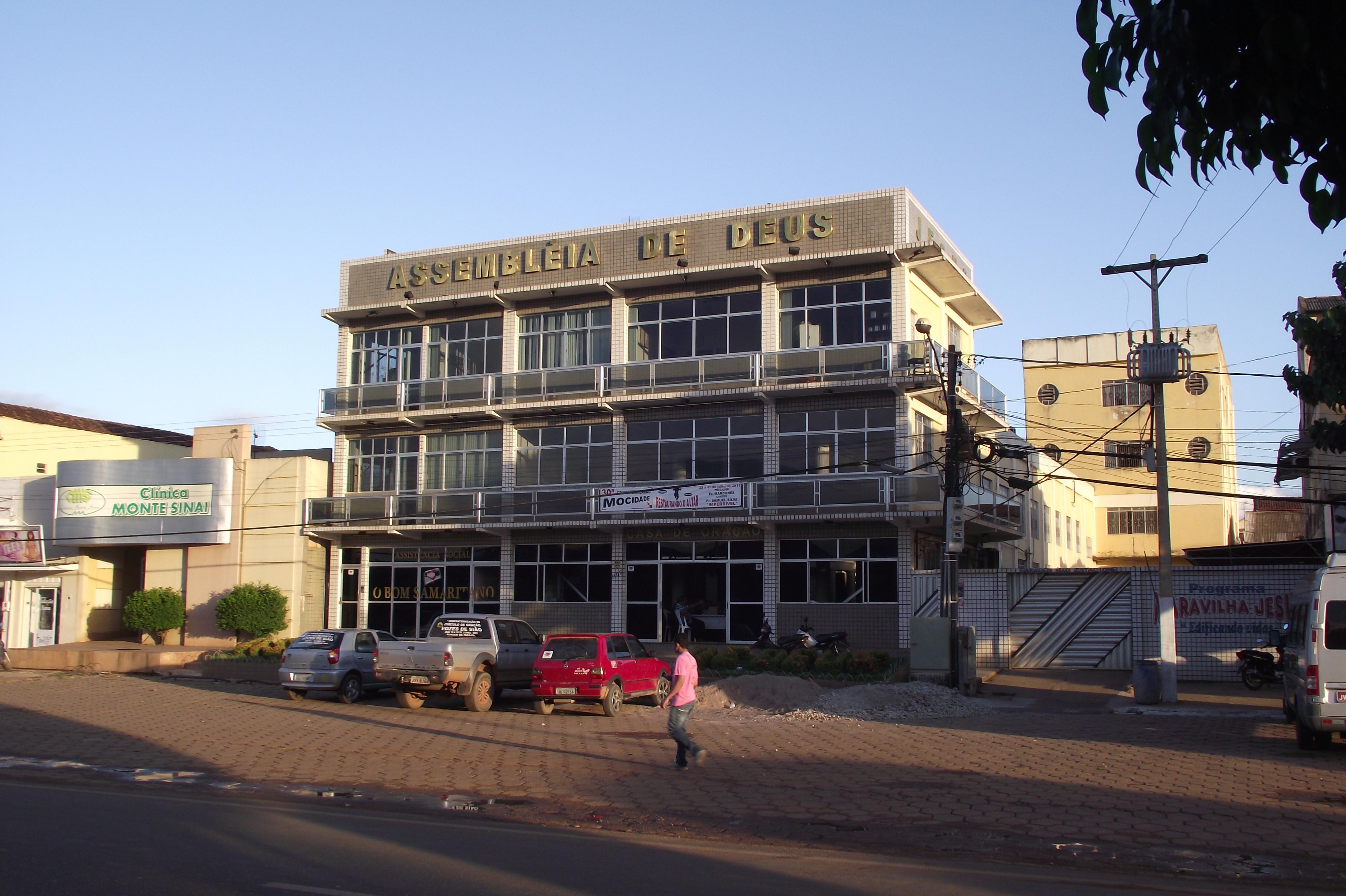
Templo Central da Assembleia de Deus.

Inicialmente, o pequeno povoado foi denominado de "Candangolândia de Arinos Brazil", numa alusão aos pioneiros que construíram a cidade de Brasília, chamados de candangos. E foi em 1969, que o médico Dr. Camillo Vianna, coordenador de um grupo de estudantes, chegou ao local para realizar atendimento na área de saúde e educação. O médico e sua equipe faziam parte do Projeto Rondon, o qual tinha como objetivo, levar profissionais e estudantes universitários para o interior do país. Foi então que o povoado passa ser chamado de Vila Rondon, onde já contava com um posto de gasolina, uma farmácia e um açougue.
A área do atual município de Rondon do Pará, pertencia ao município de São Domingos do Capim, distante cerca de 500 km da sede, o que dificultava os investimentos e crescimento por parte do poder público, com isso em 9 de julho de 1976 a lei estadual nº 4649 a vila é elevada a distrito administrativo.
As condições apropriadas para a implantação de projetos agropecuários e extrativismo vegetal atraiu várias pessoas de outros estados, principalmente do Espírito Santo, Minas Gerais e Bahia. Com isso houve um grande aumento populacional, onde no início dos anos de 1980 cerca de 35 mil pessoas já habitavam a vila. E em 13 de maio de 1982 o distrito é emancipado através da Lei de nº 5.027 e elevado a categoria de município e passa a se chamar Rondon do Pará.
Inicialmente, o município era dividido em dois distritos, o distrito sede ou Rondon do Pará e o distrito de Goianésia, o que perdurou até o ano de 1991 com a emancipação política de Goianésia do Pará.

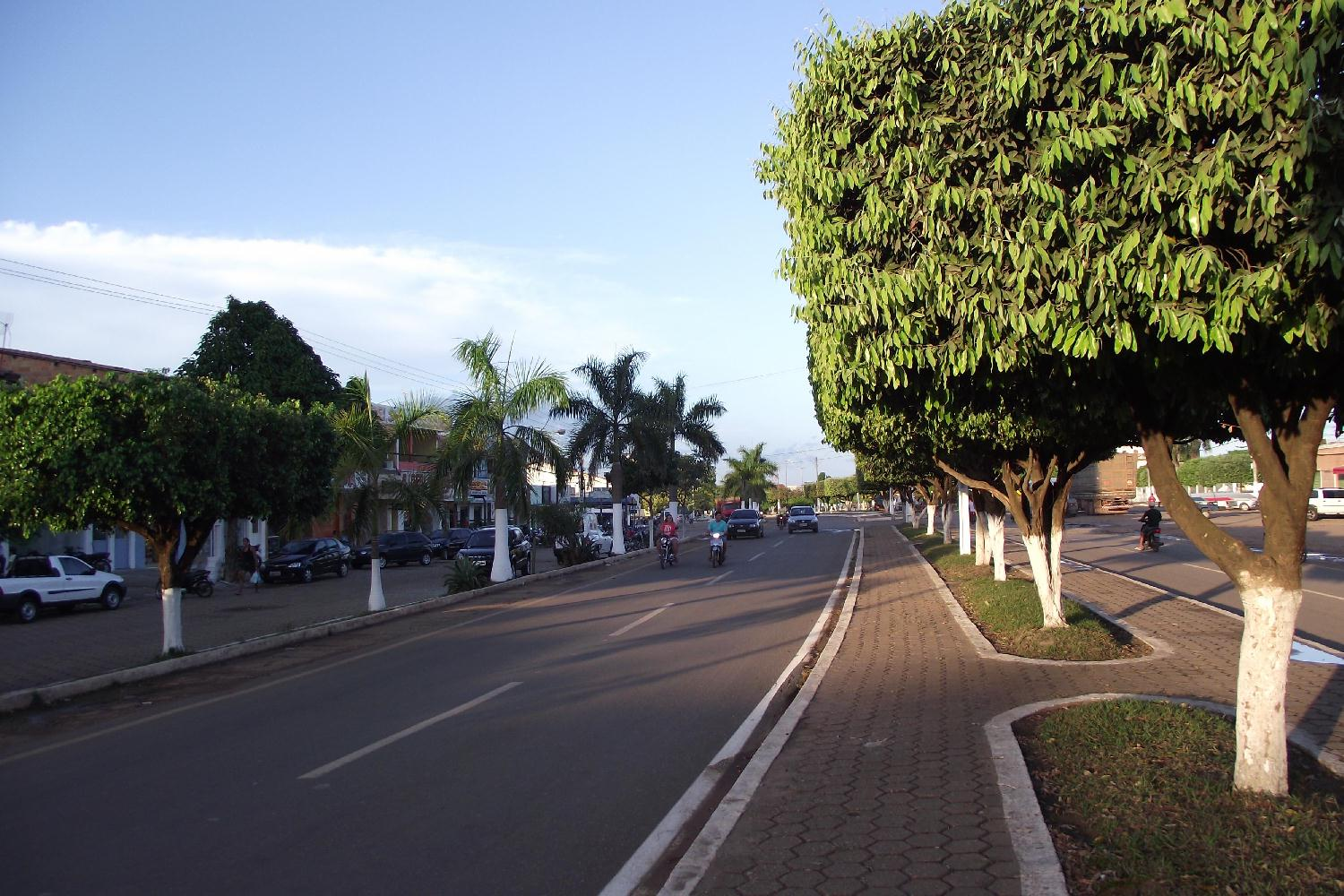
Avenida Marechal Rondon.

O progresso parecia algo latente em Rondon do Pará, e em 1984 a cidade recebe a sua primeira agência bancária, o banco Bradesco, logo em seguida, instalam-se no município o Banco do Brasil, o extinto Bamerindus e Banco do Estado do Pará (Banpará).
Com o auto índice de imigração, a cidade tinha uma economia forte ligada à extração de madeira e contava com dezenas de indústrias madeireiras, com isso vários investimentos públicos e privados aconteciam na cidade. No final da década de 1980 já contava com um terminal rodoviário, um hospital público municipal, dois hospitais privados, uma escola de nível médio, cartório, comarca própria, um parque de exposições, um aeroporto de pequeno porte (hoje desativado) que recebia pequenos aviões, entre outros benefícios que se perduraram por toda década de 1990.
Durante os anos 2000, a economia da cidade girava em torno de suas madeireiras e principalmente no ramo de carvoarias, não permanecendo por muito, devido a diversas irregularidades nesses setores. No final da década, houve uma forte decadência na economia da cidade devido à grande especulação e fiscalização sobre os empresários dos ramos madeireiros e carvoeiros da cidade. Hoje a economia gira em torno do setor agropecuário e comercial.
O poder público municipal vem sido dividido há quase 30 anos por apenas dois grupos políticos, encabeçados pelos partidos PSDB e PMDB.
Prefeitos que administraram o município:
1. Gildeu Miranda (MDB)- 1982 a 1988;
2. Olávio Silva Rocha (PMDB) - 1989 a 1992;
3. Moisés Soares de Oliveira (PMDB) - 1993 a 1996;
4. Matildo Dias da Silva (PSDB) - 1997 a 2000;
5. Moisés Soares de Oliveira (PMDB) - 2001 a 2004;
6. Edilson Oliveira Pereira (PPS / PMDB) - 2004, 2005-2008;
7. Olávio Silva Rocha (PMDB) - 2009 a 2010;
8. Shirley Cristina de Barros Malcher (PSDB) - 2010-2014;
9. Edilson Oliveira Pereira (PMDB) - 2014 a 2016;
10. Arnaldo Ferreira Rocha (PSDB) - 2017 a 2020.

Fatos importantes na política rondonense:
- Em julho de 2004, cinco meses antes de encerrar o mandato, o então prefeito Moisés Soares de Oliveira do PMDB renuncia ao cargo, sob denúncias e risco de perder o mandato, com isso o vice-prefeito Edilson Oliveira Pereira (PPS) assume o cargo, e nas eleições do mesmo ano é reeleito prefeito pelo PMDB.
- Em setembro de 2010, o prefeito municipal Olávio Silva Rocha tem seu mandato cassado por crime eleitoral e é destituído do cargo juntamente com sua chapa, tomando posse como prefeita Shirley Cristina de Barros Malcher,  segunda colocada no pleito eleitoral de 2008[7]. A mesma tentou reeleição e venceu em 2012.
- Em 15 de outubro de 2014, o caso fatídico se repete, desta vez, a prefeita reeleita foi destituída do cargo, juntamente com seu vice-prefeito, também por crime eleitoral, então, o segundo colocado Edilson Oliveira do PMDB assume a prefeitura.[8]
- Pela primeira vez desde 2000, as eleições municipais foram concorridas por candidatos que nunca haviam exercido o cargo. Arnaldo Rocha (PSDB) venceu as eleições, e até então não havia exercido nenhum cargo político. Durante anos foi contador da prefeitura municipal. Sueli Cordeiro (PHS), segunda colocada, também nunca exerceu um cargo político, é professora efetiva pelo estado desde 1998, foi secretária de educação no ano de 2015 durante o mandato de Edilson Oliveira. Elias Câncio (PP), já foi vereador e pela segunda vez pleiteou o cargo de prefeito. Paulo Sérgio (PR), vereador por vários mandatos, pela primeira vez pleiteou a prefeitura.

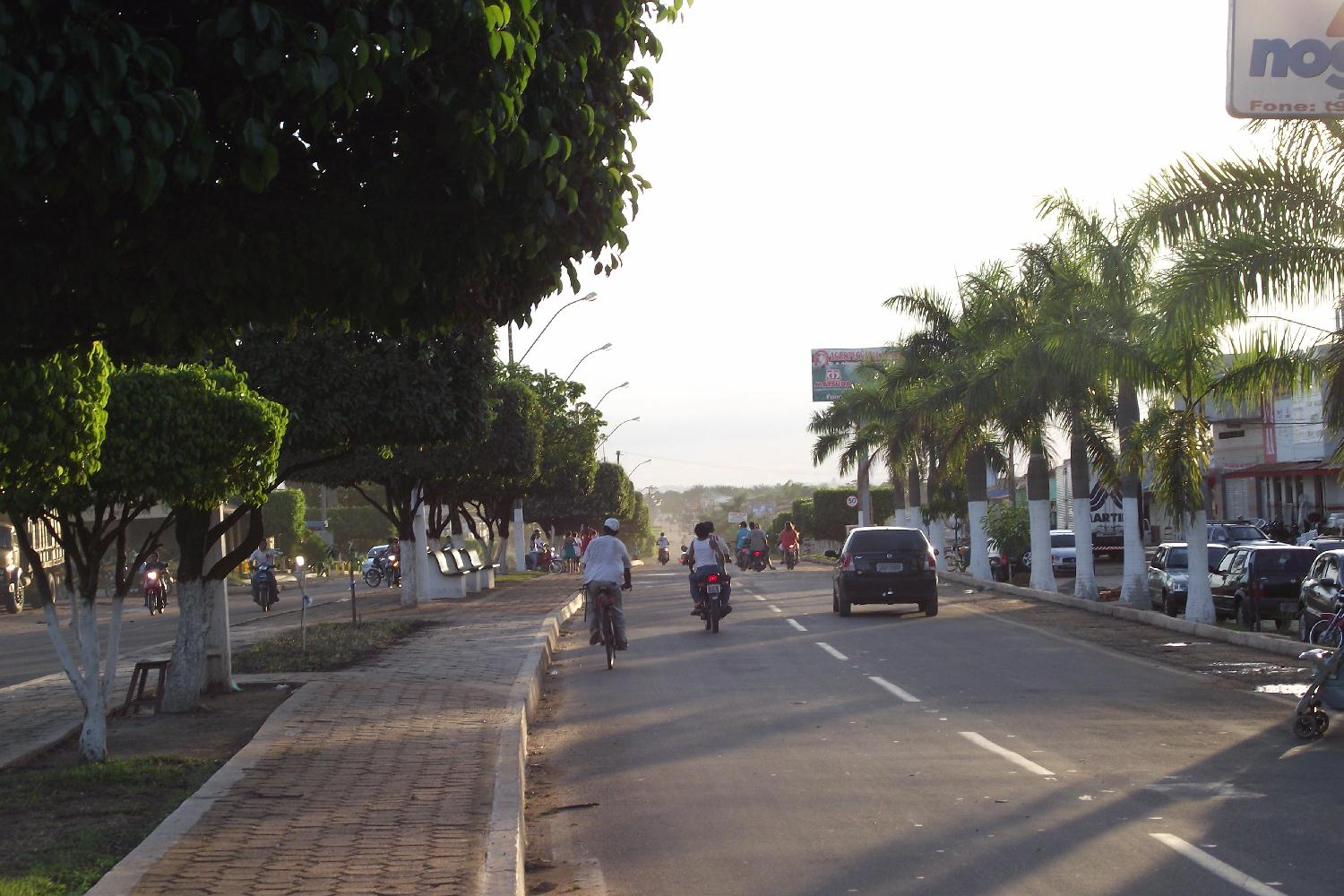
Fim de tarde na BR-222, no centro de Rondon do Pará

## Geografia
Localiza-se a uma latitude 04º46'34" sul e a uma longitude 48º04'02" oeste, estando a uma altitude de 195 metros.
Curiosamente, em meio a regiões de planície, o município de Rondon do Pará compreende uma área de relevo irregulares, com regiões montanhosas e erosões.
Localizado na região Sudeste do estado do Pará, limita-se com os municípios de Dom Eliseu, Goianésia do Pará, Jacundá, Nova Ipixuna, Marabá, Bom Jesus do Tocantins e Abel Figueiredo no Pará, Açailândia, Cidelândia e Vila Nova dos Martírios no Maranhão. A sede do município fica na divisa Pará/Maranhão, a apenas 2 km ao sul da cidade.
Outros municípios importantes da região e suas distâncias: Marabá (132 km), Dom Eliseu (86 km), Paragominas (246 km), Belém (523 km), Imperatriz - MA (230 km) e Araguaína - TO (440 km).

### Vegetação
É caracterizada por áreas de florestas tropicais, cerrados, campos e capoeiras. Devido a grande exploração de madeiras, as características de floresta amazônica tem sido cada vez mais raras de serem encontradas, predominando assim os campos e cerrado.
No território do Município está localizada a Reserva Indígena Nova Jacundá, que abriga indíos do grupo Guarani Mbya.

### Hidrografia
Rondon do Pará é rico em rios, igarapés e córregos, destaca-se o Rio Ararandeua, principal rio do município que nasce no estado do Maranhão, abastece a cidade e recebe os afluentes dos principais rios da região até unir-se ao Rio Surubiju na divisa com o município de Goianésia do Pará e assim formar o Rio Capim.
Outros rios importantes no município: Rio do Ouro, Rio Santa Lúcia, Rio Pitinga e o Rio Moju cuja nascente encontra-se no território rondonense. Córrego dos Pebas, Córrego dos Martírios, Córrego da Prata e Córrego Marcelino são outros cursos de água importante no município.

### Relevo
O relevo apresenta áreas dissecadas, colinas, ravinas e vales, além de colinas tubulares, superfícies planas e tabulares, bem como extensa área de erosão. Os tipos de solos mais encontrados são os latossolo amarelo, latossolo vermelho e concrecionários lateríticos com fertilidade considerada razoável.

## Subdivisões
O município de cerca de 8 mil km², é dividido em distrito sede ou cidade de Rondon do Pará e zona rural, subdividida em regiões geralmente denominadas por rios e/ou córregos.

### Distrito Administrativo
O distrito administrativo, ou propriamente a cidade de Rondon do Pará, está dividida em quatro zonas estratégicas, são elas: Norte; Sul; Sudeste; e Sudoeste.
Norte
Os bairros que compõem a zona norte são:
- Centro
  - Centro II (Praça da Bandeira)
  - Centro III (Caixa d'Água)
- Jardim Guanabara
- Bairro Gusmão

Sul
Os bairros que compõem a zona sul são:
- Jaderlândia
- Recanto Azul
  - Recantinho (parte mais a leste do bairro Recanto Azul, povoada separadamente)
- Parque Elite
- Bela Vista

Sudeste
Os bairros que compõem a zona sudeste são:
- Reserva do Bosque
- Novo Horizonte

Sudoeste
Os bairros que compõem a zona sudoeste são:
- Parque São José
- Miranda
- Nova Rondon

### Zona Rural
Os mais de 8 mil km² justificam a existência de diversas vilas, povoados e assentamentos nas áreas rurais de Rondon do Pará. As regiões são denominadas de acordo com os rios ou córregos que as banham.
As principais vilas e povoados são: Vila Mantenha, Vila Progresso, Vila Gavião, Agrovila do Pitinga, Vila Palestina (km 69 e 70), Vila da Paz (km 56), Vila Santa Helena e Vila Santa Lúcia. Os assentamentos: Nova Vitória, José Dutra da Costa, Campo Dourado e Água Branca já formam pequenos povoados e outros assentamentos como Rainha da Paz, Deus é Fiel, Irmã Dorothy, 25 de Dezembro dentre outros, formam a zona rural deste município.
A Vila Santa Helena, localizada a 20 km da cidade, fica localizada geograficamente no município de Açailândia, MA, porém a assistência e os serviços oferecidos a vila são feitos por Rondon do Pará.

## Economia
Setor Agrícola: Neste setor destacam - se as plantações de arroz, feijão, milho, mandioca, banana abacaxi e pimenta - do - reino (cultivo tradicional) milho e soja no cultivo mecanizado empresarial (safra 2010/2011 em torno de 6.000 hectare), Reflorestamento com cultivo de Paricá e Eucalipto de aproximadamente 30.000 hectare. Na pecuária os rebanhos predominantes são: bovinos com mais de 400.000 cabeças, suínos, equinos, ovinos e bubalinos.

## Transportes
Por via terrestre, chega-se ao município de Rondon do Pará, através da Rodovia BR-222, rodovia pavimentada. A vicinal do Surubijú também é outra via de acesso ao município a partir de Açailândia - MA, outra via é a vicinal dos Martírios, ligando Rondon do Pará a Vila Nova dos Martírios - MA, porém essas duas últimas não tem pavimentação asfáltica.
O município conta com um terminal rodoviário intermunicipal, com linhas de ônibus diárias para Marabá, Belém, Parauapebas, Canaã dos Carajás, Jacundá, Goianésia do Pará, Tucuruí, Imperatriz, Teresina, Santa Inês e São Luís.
Há também um terminal de transporte alternativo por vans e microônibus, administrada por uma cooperativa com destino a Dom Eliseu e Marabá durante todo o dia.
Não há sistema de transporte coletivo por ônibus, então os moradores dispõem de moto-taxis de 3 cooperativas distintas.

## Saúde
A Secretaria Municipal de Saúde de Rondon do Pará conta com dez Estratégias de Saúde da Família (ESF), distribuídas em 15 Unidades de Saúde, sendo 7 na cidade e 8 na zona rural. Um hospital público municipal e um hospital privado atendem integralmente pelo SUS, e outros dois hospitais particulares oferecem serviços bancados pelo SUS. 1 unidade móvel e 1 base descentralizada do SAMU com dois USB's também compõem o quadro de saúde do município.
Além dos serviços públicos, 3 hospitais particulares, 10 clínicas e laboratórios de análises clínicas, 13 clínicas odontológicas e 3 centros de radiologia odontológica

## Educação
Na Educação Básica, Rondon do Pará no ano de 2015 pontuou 4.6 no IDEB para os alunos do 5º ano, acima dos 4.2 da meta projetada. Para o 9º ano, a pontuação foi de 4.0, não alcançando a meta de 4.1 para o ano.
Rondon conta com o Ensino infantil, fundamental e médio, oferecidos por instituições públicas e privadas. A E.M.E.F. Lucíolo Oliveira Rabelo, localizada no bairro Jaderlândia é a maior instituição pública municipal de ensino fundamental, e a E.E.E.M. Dr. Dionísio Bentes de Carvalho é a única escola estadual e também a única a oferecer ensino médio público. A Escola Modelo Teorema é a única privada a oferecer desde o ensino infantil ao ensino médio.
O município abriga um dos campus da Universidade Federal do Sul e Sudeste do Pará (UNIFESSPA), a principal instituição pública de ensino superior do sul do estado. Esporadicamente a Universidade do Estado do Pará (UEPA) oferece cursos intervalares no município. Como instituição de ensino superior privada, apenas a UNINTER em modalidade EAD está presente na cidade.

## Cultura
Assim como todos os municípios da região sudeste do estado, a grande miscigenação distanciou a cultura da capital e do restante do Pará dos nativos de Rondon do Pará. Em grande maioria filhos de mineiros, baianos e capixabas, a cultura, sabores e sotaques tornou-se particular dessa região, como algo indefinido e misturado. "Mainha", "Égua" e "Uai" podem ser ouvidos da boca de uma mesma pessoa; açaí, acarajé e pão de queijo são sim comidas típicas na mesa do rondonense, mesmo cada uma tendo sua origem distinta. O som do "s" não é igual aos dos paraenses tradicionais.
A influência musical varia muito, desde as músicas paraenses, ao forró nordestino e os sons do cerrado.
Os maiores eventos culturais tradicionais do município são:
- Trilha do Arrepio - realizada anualmente entre abril e maio (anteriormente chamada de Enduro na Queda);
- Festival de Calouros de Rondon do Pará - Fecar - evento realizado anualmente no mês de maio, porém fora extinto no início dos anos 2000;
- Festa do Aniversário da Cidade - realizada anualmente em maio em comemoração ao aniversário de emancipação política do município;
- Expo Rondon (Feira de Exposições Agropecuárias) - realizada anualmente em julho desde 1981;
- Festejo de Nossa Senhora Aparecida - realizada anualmente pela Igreja Católica em outubro.

## Religião
População predominantemente católica, porém com uma grande ascensão do público protestante;
Cristãos Católicos: Ainda maioria, tem como padroeira Nossa Senhora da Conceição Aparecida, uma paróquia que pertence a Diocese de Bragança, formada pela Matriz de Nossa Senhora da Conceição Aparecida e mais 11 comunidades na zona urbana e outras 28 na zona rural.
Cristãos Protestantes: Com o crescimento da população evangélica, o município tem uma grande parte de seus habitantes que se consideram evangélicos. Várias denominações existem na cidade, e as principais são Assembleia de Deus, Igreja Batista, Igreja Cristã Maranata, Congregação Cristã no Brasil, Igreja do Evangelho Quadrangular, Igreja Universal do Reino de Deus dentre outras pequenas denominações existentes no município. Em 2016, a Assembleia de Deus inaugurou um grande centro de convenções no Parque São José, que é chamado de Grande Templo da Assembleia de Deus.
Espíritas: Com poucos adeptos, os espíritas de Rondon do Pará conta com um centro.